# Cultura di Dawenkou

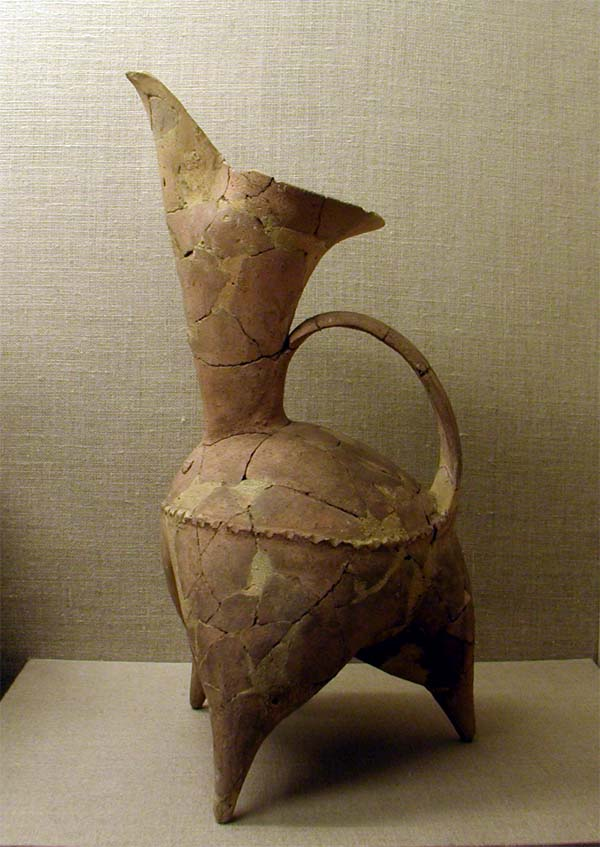
Gui (鬹) della Cultura di Dawenkou.

La cultura di Dawenkou, (cinese tradizionale = 大汶口文化 , pinyin = dàwènkǒu wénhuà), è il nome dato dagli archeologi ad un gruppo di comunità neolitiche cinesi vissute soprattutto nello Shandong, ma apparse anche nelle vicine  provincie dell'Anhui, Henan e Jiangsu, in Cina. La cultura si sviluppò tra il 4100 e il 2600 a.C. in parziale sovrapposizione alla cultura di Yangshao.
Manufatti in turchese, giada e avorio sono stati ritrovati frequentemente nelle sepolture dei siti Dawenkou. I primi esempi di tamburi realizzati con pelle di alligatore risalgono a questa cultura.

## Siti
Il sito di riferimento della cultura di Dawenkou, localizzato a Tai'an, nello Shandong, fu scoperto nel 1959 e successivamente scavato nel 1974 e 1978. Solo lo strato intermedio è associato alla cultura di Dawenkou, mentre gli strati più profondi corrispondono alla cultura di Beixin e quelli più superficiali appartengono alla fase iniziale di Shandong della cultura di Longshan.

## Suddivisione
Gli archeologi dividono normalmente questa cultura in tre fasi: fase iniziale (4100-3500 a.C.), fase intermedia (3500-3000 a.C.) e fase finale (3000-2600 a.C.).
In base alle evidenze dei ritrovamenti delle tombe, la fase iniziale era di tipo egualitario e caratterizzata dalla presenza dei tipici vasi a fusto allungato (gui). Verso la fine di questa prima fase divennero progressivamente più comuni le tombe con sporgenza in terra.

Nella fase intermedia il contenuto delle tombe enfatizzava la quantità, più che la diversità.

Nella fase finale fecero la loro comparsa le bare in legno, mentre la cultura diveniva sempre più stratificata; abbiamo infatti tombe senza oggetti al loro interno, accanto a tombe con un ricco corredo.

## Ritrovamenti
Il primo sito identificato fu una necropoli di 130 tombe nelle vicinanze del fiume Dawen. A differenza delle sepolture della cultura di Yangshao, queste contenevano un apparato funerario consistente, ma ripartito in modo fortemente disomogeneo, a indicazione di una gerarchizzazione della società. Le tombe più ricche mostrano anche la presenza di ossa di maiali sacrificati. L'oggestica di prestigio è costituita da giade, turchesi, avorio e osso. In particolare sono da segnalare i ritrovamenti di raganelle fabbricate con gusci di tartaruga, utilizzate probabilmente a scopo rituale, assieme a sculture in osso.
Il vasellame era spesso lucidato e di colore rossastro. I vasi di tipo  ding, a tre piedi e dou, a piede unico, sono abbastanza comuni in questa cultura e confrontabili con quelli di Yangshao. Il vasellame grigio a pasta fine prefigura quello della cultura di Longshan finale, anch'essa sorta nello Shandong.
Nel maggio 2006 sono venuti alla luce nuovi ritrovamenti su un'area di 900 m2 a nord del villaggio di Xinjiang, nel distretto di Shanting, nello Zaozhuang. Sono stati scoperti focolari, fosse, tombe, fondazioni di case, forni per il vasellame e utensili in ceramica, pietra e osso-